# Młodzieżowe Mistrzostwa Polski w Lekkoatletyce 2014
31. Młodzieżowe Mistrzostwa Polski w Lekkoatletyce – zawody lekkoatletyczne dla sportowców do lat 23 organizowane pod egidą Polskiego Związku Lekkiej Atletyki, które odbyły się od 30 do 31 sierpnia 2014 roku na Stadionie Miejskim im. Inowrocławskich Olimpijczyków w Inowrocławiu.

## Rezultaty

### Mężczyźni
| Konkurencja:                  | 1. miejsce                                                                     | Rezultat   | 2. miejsce                                                                             | Rezultat    | 3. miejsce                                                                                | Rezultat |
| Bieg na 100 m                 | Karol Zalewski KS AZS UWM Olsztyn                                              | 10,46      | Adam Pawłowski SL Olimpia Poznań                                                       | 10,55       | Hubert Kalandyk CWKS Resovia Rzeszów                                                      | 10,64    |
| Bieg na 200 m                 | Karol Zalewski KS AZS UWM Olsztyn                                              | 20,88      | Adam Pawłowski SL Olimpia Poznań                                                       | 21,27       | Hubert Kalandyk CWKS Resovia Rzeszów                                                      | 21,41 PB |
| Bieg na 400 m                 | Karol Zalewski KS AZS UWM Olsztyn                                              | 46,66      | Patryk Dobek SKLA Sopot                                                                | 46,79       | Tomasz Szmytkowski AZS-AWFiS Gdańsk                                                       | 47,26 PB |
| Bieg na 800 m                 | Artur Kuciapski AZS-AWF Warszawa                                               | 1:48,63    | Karol Konieczny SL WKS Zawisza Bydgoszcz                                               | 1:48,85     | Dawid Waloski WKS Wawel Kraków                                                            | 1:50,45  |
| Bieg na 1500 m                | Mateusz Wyszomirski OKS Start Otwock                                           | 3:48,73    | Dawid Waloski WKS Wawel Kraków                                                         | 3:50,05     | Bartosz Kotłowski LKS Ostromecko                                                          | 3:50,61  |
| Bieg na 5000 m                | Szymon Kulka ULKS Lipinki                                                      | 14:27,60   | Tomasz Grycko UKS Bliza Władysławowo                                                   | 14:31,95 SB | Bartosz Kotłowski LKS Ostromecko                                                          | 14:32,81 |
| Bieg na 3000 m z przeszkodami | Maciej Bielawiec KS Podlasie Białystok                                         | 9:00,84 PB | Andrzej Rogiewicz LKS Zantyr Sztum                                                     | 9:01,63     | Paweł Szostak AZS-AWF Katowice                                                            | 9:04,38  |
| Bieg na 110 m przez płotki    | Damian Czykier KS Podlasie Białystok                                           | 14,16      | Patryk Bachar WKS Śląsk Wrocław                                                        | 14,25       | Mikołaj Justyński AZS Łódź                                                                | 14,30    |
| Bieg na 400 m przez płotki    | Patryk Dobek SKLA Sopot                                                        | 50,50      | Jakub Smoliński RLTL ZTE Radom                                                         | 51,48       | Piotr Szewczyk RLTL ZTE Radom                                                             | 52,11 PB |
| Sztafeta 4 × 100 m            | KS AZS AWF Kraków Paweł Sarnecki Piotr Matyja Arnold Zdebiak Maciej Brzeziński | 40,75 SB   | KS Podlasie Białystok Marcin Jabłoński Damian Czykier Kamil Bijowski Adrian Kamiński   | 40,86 SB    | SL Olimpia Poznań Marcin Ciechanowicz Adam Pawłowski Marcin Hryszkiewicz Daniel Berliński | 41,58    |
| Sztafeta 4 × 400 m            | SKLA Sopot Maciej Nastkiewicz Mateusz Apacki Damian Ruszkiewicz Patryk Dobek   | 3:13,43    | UKS Młodzik Warszawa Kamil Literski Paweł Walczuk Patryk Adamski Bartłomiej Czajkowski | 3:14,98     | WKS Śląsk Wrocław Piotr Kuśnierz Patryk Wróbel Patryk Bachar Bartłomiej Chojnowski        | 3:16,58  |
| Skok wzwyż                    | Maciej Kiendzierski MKLA Łęczyca                                               | 2,19 PB    | Maciej Lepiato GZSN Start Gorzów Wlkp.                                                 | 2,16        | Norbert Kobielski MKS Inowrocław                                                          | 2,12 =PB |
| Skok o tyczce                 | Piotr Lisek OSOT Szczecin                                                      | 5,40       | Rafał Torkowski OSOT Szczecin                                                          | 4,80        | Mateusz Jerzy SL WKS Zawisza Bydgoszcz                                                    | 4,70     |
| Skok w dal                    | Michał Kalinowski GKS Olimpia Grudziądz                                        | 7,42 PB    | Szymon Lubański RKS Skra Warszawa                                                      | 7,32        | Bartosz Bonecki AZS Łódź                                                                  | 7,30 SB  |
| Trójskok                      | Sławomir Glapiński MULKS-MOS Sieradz                                           | 15,15      | Bartosz Bonecki AZS Łódź                                                               | 15,10       | Mateusz Krawczyk BKS Bydgoszcz                                                            | 14,67 PB |
| Pchnięcie kulą                | Michał Haratyk KS AZS AWF Kraków                                               | 19,95 PB   | Krzysztof Brzozowski MKS-MOS Płomień Sosnowiec                                         | 18,53       | Dominik Witczak RLTL ZTE Radom                                                            | 17,91    |
| Rzut dyskiem                  | Wojciech Praczyk WKS Śląsk Wrocław                                             | 58,05      | Paweł Pasiński MKL Toruń                                                               | 58,01       | Damian Kamiński AZS-AWF Warszawa                                                          | 55,21    |
| Rzut młotem                   | Arkadiusz Rogowski RKS Skra Warszawa                                           | 69,28      | Sebastian Nowicki RKS Skra Warszawa                                                    | 66,76       | Rafał Ciszewski RAZS KU Politechniki Opolskiej Opole                                      | 61,18 SB |
| Rzut oszczepem                | Marcin Krukowski KS Warszawianka Warszawa                                      | 74,60      | Kacper Oleszczuk KS Polonia Pasłęk                                                     | 68,88       | Dariusz Ćwik KS AZS UWM Olsztyn                                                           | 68,46    |

### Kobiety
| Konkurencja:                  | 1. miejsce                                                                               | Rezultat    | 2. miejsce                                                                                  | Rezultat    | 3. miejsce                                                                                      | Rezultat    |
| Bieg na 100 m                 | Angelika Stępień KS AZS AWF Wrocław                                                      | 11,91       | Agata Forkasiewicz KS AZS AWF Wrocław                                                       | 12,01       | Karolina Zagajewska AZS Łódź                                                                    | 12,03       |
| Bieg na 200 m                 | Justyna Święty AZS-AWF Katowice                                                          | 23,81 PB    | Agata Forkasiewicz KS AZS AWF Wrocław                                                       | 23,91       | Karolina Zagajewska AZS Łódź                                                                    | 23,94 PB    |
| Bieg na 400 m                 | Justyna Święty AZS-AWF Katowice                                                          | 52,22 =PB   | Małgorzata Hołub KL Bałtyk Koszalin                                                         | 52,52       | Patrycja Wyciszkiewicz SL Olimpia Poznań                                                        | 53,04       |
| Bieg na 800 m                 | Paulina Mikiewicz KS Podlasie Białystok                                                  | 2:05,07     | Syntia Ellward WKS Flota Gdynia                                                             | 2:06,07     | Monika Hałasa UKS Olimpia Zabrze                                                                | 2:06,61     |
| Bieg na 1500 m                | Paulina Mikiewicz KS Podlasie Białystok                                                  | 4:20,04     | Monika Hałasa UKS Olimpia Zabrze                                                            | 4:20,24     | Anna Wójcik KKS Victoria Stalowa Wola                                                           | 4:28,22     |
| Bieg na 5000 m                | Katarzyna Rutkowska KS Podlasie Białystok                                                | 17:06,03 PB | Anna Wójcik KKS Victoria Stalowa Wola                                                       | 17:06,67    | Martyna Adamczyk AZS-AWFiS Gdańsk                                                               | 17:10,43    |
| Bieg na 3000 m z przeszkodami | Alicja Konieczek WMLKS Nadodrze Powodowo                                                 | 10:37,59    | Joanna Terefenko LKS Jantar Ustka                                                           | 10:38,51 PB | Monika Jackiewicz KS AZS UWM Olsztyn                                                            | 10:42,41 PB |
| Bieg na 100 m przez płotki    | Karolina Kołeczek UKS Trójka Sandomierz                                                  | 13,58       | Julia Rządzińska AZS Łódź                                                                   | 13,75       | Nina Nycz AZS-AWF Warszawa                                                                      | 14,22 SB    |
| Bieg na 400 m przez płotki    | Joanna Banach UKS Młodzik Warszawa                                                       | 57,45       | Paulina Mamrot UKS 55 Łódź                                                                  | 59,22       | Weronika Wyka AZS-AWF Warszawa                                                                  | 1:00,65 SB  |
| Sztafeta 4 × 100 m            | KS AZS AWF Wrocław Ewa Mak Małgorzata Linkiewicz Angelika Stępień Marta Knull            | 47,33       | UKS 19 Bojary Białystok Julia Szumska Klaudia Konopko Katarzyna Sokólska Sylwia Kasjanowicz | 48,33       | AZS UMCS Lublin Magda Tur Diana Wybraniec Magdalena Doroszczuk Weronika Wierzbicka              | 48,65       |
| Sztafeta 4 × 400 m            | KS AZS AWF Wrocław Marta Knull Karolina Dąbrowska Angelika Stępień Małgorzata Linkiewicz | 3:50,44     | AZS-AWF Warszawa Nina Nycz Marika Marlicka Urszula Bhebhe Weronika Wyka                     | 3:52,94     | AZS-AWF Kraków Sonia Zaborowska Karolina Jerzmanowska Agnieszka Lewkowicz Katarzyna Chmielewska | 3:54,19     |
| Skok wzwyż                    | Anna Rydz RLTE ZTE Radom                                                                 | 1,79        | Agnieszka Bukowczyk RKS Skra Warszawa                                                       | 1,74        | Małgorzata Abramiuk OSOT Szczecin                                                               | 1,70        |
| Skok o tyczce                 | Aleksandra Wiśnik OSOT Szczecin                                                          | 4,14 PB     | Natalia Krupińska KS AZS AWF Kraków                                                         | 3,90 =SB    | Justynka Śmietanka AZS-AWF Warszawa                                                             | 3,70        |
| Skok w dal                    | Karolina Czajkowska RKS Skra Warszawa                                                    | 6,04        | Karolina Markiewicz KS Podlasie Białystok                                                   | 5,95        | Katarzyna Wróbel KS AZS AWF Wrocław                                                             | 5,85 PB     |
| Trójskok                      | Karolina Markiewicz KS Podlasie Białystok                                                | 12,52       | Agnieszka Wysocka BKS Bydgoszcz                                                             | 12,31       | Agnieszka Kozłowska KS AZS AWF Kraków                                                           | 12,30       |
| Pchnięcie kulą                | Anna Wloka LUKS Podium Kup                                                               | 16,00       | Angelika Kalinowska MKS-MOS Płomień Sosnowiec                                               | 14,80       | Bogna Szyczewska MKL Toruń                                                                      | 12,40 SB    |
| Rzut dyskiem                  | Karolina Makul WKS Śląsk Wrocław                                                         | 54,88       | Andżelika Przybylska KKL Rodło Kwidzyn                                                      | 52,63       | Bogna Szyczewska MKL Toruń                                                                      | 51,57 PB    |
| Rzut młotem                   | Malwina Kopron OŚ AZS Poznań                                                             | 65,08       | Sandra Malinowska KS Podlasie Białystok                                                     | 58,53       | Maja Nyks MUKS Park Zduńska Wola                                                                | 53,96       |
| Rzut oszczepem                | Marta Kąkol AZS-AWFiS Gdańsk                                                             | 51,34       | Karolina Bołdysz KS Polonia Pasłęk                                                          | 50,38       | Kamila Zdybał SKLA Sopot                                                                        | 47,91 PB    |

## Chód na 20 km
Mistrzostwa Polski w chodzie na 20 kilometrów zostały rozegrane 5 kwietnia w Zaniemyślu.
| Konkurencja: | 1. miejsce                      | Rezultat   | 2. miejsce                                | Rezultat   | 3. miejsce                                | Rezultat   |
| Mężczyźni    | Jakub Herba AZS-AWF Poznań      | 1:30:19 PB | Łukasz Kostka GTS Bojszowy                | 1:31:00 PB | Łukasz Bielecki CKS Budowlani Częstochowa | 1:33:21 PB |
| Kobiety      | Natalia Płomińska UKS 12 Kalisz | 1:38:22 PB | Karolina Wierus CKS Budowlani Częstochowa | 1:39:49 PB | Joanna Bemowska AZS-AWF Katowice          | 1:42:01 PB |

## Bieg na 10 000 m
Mistrzostwa Polski w biegu na 10 000 metrów zostały rozegrane 27 kwietnia w Białogardzie.
| Konkurencja: | 1. miejsce                                | Rezultat    | 2. miejsce                                      | Rezultat    | 3. miejsce                            | Rezultat    |
| Mężczyźni    | Szymon Kulka ULKS Lipinki                 | 29:46,74 PB | Szymon Dorożyński AZS KU Politechniki Opolskiej | 30:01,10 PB | Paweł Szostak AZS-AWF Katowice        | 30:02,26 PB |
| Kobiety      | Katarzyna Rutkowska KS Podlasie Białystok | 36:24,16 PB | Klaudia Pędziwiater WKS Śląsk Wrocław           | 36:33,94 PB | Anna Wójcik KKS Victoria Stalowa Wola | 36:35,27 PB |

## Wieloboje
Mistrzostwa w dziesięcioboju mężczyzn i w siedmioboju kobiet zostały rozegrane 29 i 30 lipca w Szczecinie.

### Mężczyźni
| Konkurencja:  | 1. miejsce                       | Rezultat     | 2. miejsce                       | Rezultat     | 3. miejsce                                 | Rezultat  |
| Dziesięciobój | Krzysztof Miara AZS-AWF Warszawa | 6745 pkt. PB | Michał Krawczyk AZS-AWF Warszawa | 6605 pkt. PB | Mateusz Wilczyński UKS Sprint Przeźmierowo | 6122 pkt. |

### Kobiety
| Konkurencja: | 1. miejsce                       | Rezultat  | 2. miejsce                       | Rezultat  | 3. miejsce                           | Rezultat  |
| Siedmiobój   | Marika Marlicka AZS-AWF Warszawa | 4706 pkt. | Paulina Bachar WKS Śląsk Wrocław | 4339 pkt. | Magdalena Miszewska AZS-AWFiS Gdańsk | 4232 pkt. |

## Biegi przełajowe
Mistrzostwa Polski w biegach przełajowych zostały rozegrane 29 listopada w Krakowie. Kobiety startowały na dystansie 6 kilometrów, a mężczyźni na 8 kilometrów.
| Konkurencja:     | 1. miejsce                             | Rezultat | 2. miejsce                                | Rezultat | 3. miejsce                          | Rezultat |
| Mężczyźni (8 km) | Tomasz Grycko UKS Bliza Władysławowo   | 23:28    | Andrzej Rogiewicz LKS Zantyr Sztum        | 23:38    | Maciej Nitka RKS Łódź               | 23:46    |
| Kobiety (6 km)   | Paula Kopciewska KS Podlasie Białystok | 20:28    | Katarzyna Rutkowska KS Podlasie Białystok | 20:39    | Emilia Kondeja UKS Victoria Józefów | 21:04    |